# Phenacoleachia australis
Phenacoleachia australis är en insektsart som beskrevs av John Wyman Beardsley 1964. 
Phenacoleachia australis ingår i släktet Phenacoleachia och familjen Phenacoleachiidae. Inga underarter finns listade i Catalogue of Life.